# Lincent
Lincent är en kommun i Belgien.   Den ligger i provinsen Liège och regionen Vallonien, i den centrala delen av landet, 50 km öster om huvudstaden Bryssel. Antalet invånare är 3 182.
Trakten runt Lincent består till största delen av jordbruksmark. Runt Lincent är det ganska tätbefolkat, med 149 invånare per kvadratkilometer.